# Dietherr von Anwanden
La famiglia Dietherr von Anwandenfu una famiglia nobile del patriziato di Norimberga, dove venne cooptata dal 1730.

## Storia
L'origine della famiglia Dietherr non è chiara, ma è probabile che fosse originaria dell'area di Norimberga dove ad ogni modo il suo primo rappresentante citato risale al 1431. Malgrado ciò la famiglia non riuscì ad entrare nel consiglio maggiore della città imperiale per quanto, a partire dal XVI secolo, riuscirono ad intessere legami con le principali famiglie patrizie della città.
Nel 1517 il maestro orafo Jörg Dietherr divenne maestro di zecca nella zecca della città di Norimberga. I Dietherr rimasero in carica in questa posizione per quattro generazioni fino al 16100. Lavorarono per commissione di altre famiglie, ma furono imprenditori loro stessi, impegnandosi come mercanti nella fornitura di materie prime alla città di Norimbergfa oltre che come commercianti di metalli preziosi ed appaltatori minerari nelle miniere d'argento di Annaberg nei monti metalliferi della Transilvania.
Prima del 1577 acquisirono il feudo di Anwanden, presso Roßtal, costruendovi un castello ed assumendo il suffisso onorifico di "von Anwanden". Ludwig Dietherr von Anwanden acquisì il feudo di Schwaig nel 1630 e fondò la linea di Schwaiger, che si estinse già dal 1709. Nel 1813 la famiglia Dietherr ottenne la nobilitazione in Baviera. Poco dopo la famiglia si estinse, nel 1819.

## Membri notabili
- Christoph Ludwig Dietherr von Anwanden (1619-1687), procuratore della città di Norimberga, membro del consiglio minore. Pubblicò ed integrò l'opera Thesaurus practicus di Christoph Besold.